# Maurice Verdeun
Maurice Verdeun (Bordeus, 2 de febrer de 1929 - Ídem, 13 d'octubre de 2014) va ser un ciclista francès. Com amateur va guanyar la medalla d'or al Campionat del món de velocitat de 1950.

## Palmarès
- 1950
  -  Campió del món amateur de velocitat
  -  Campió de França amateur de velocitat
  - 1r al Gran Premi de París en velocitat amateur